# Municipio de Osford
El municipio de Osford (en inglés: Osford Township) es un municipio ubicado en el condado de Cavalier en el estado estadounidense de Dakota del Norte. En el año 2010 tenía una población de 47 habitantes y una densidad poblacional de 0,51 personas por km².

## Geografía
El municipio de Osford se encuentra ubicado en las coordenadas 48°35′7″N 98°6′57″O / 48.58528, -98.11583. Según la Oficina del Censo de los Estados Unidos, el municipio tiene una superficie total de 92.86 km², de la cual 92,73 km² corresponden a tierra firme y (0,15 %) 0,13 km² es agua.

## Demografía
Según el censo de 2010, había 47 personas residiendo en el municipio de Osford. La densidad de población era de 0,51 hab./km². De los 47 habitantes, el municipio de Osford estaba compuesto por el 93,62 % blancos, el 4,26 % eran asiáticos y el 2,13 % eran de una mezcla de razas. Del total de la población el 0 % eran hispanos o latinos de cualquier raza.